# Basiphyllaea corallicola
Basiphyllaea corallicola là một loài thực vật có hoa trong họ Lan. Loài này được (Small) Ames mô tả khoa học đầu tiên năm 1924.